# Positive crankcase ventilation
Un sistema di ventilazione del basamento che rimuove i gas indesiderati dal basamento di un motore a combustione interna. Il sistema di solito è costituito da un tubo e una valvola unidirezionale. I gas indesiderati, "blow-by", sono gas dalla camera di combustione che sono fuoriusciti e passano attraverso le fasce elastiche. I primi motori rilasciavano questi gas nell'atmosfera semplicemente facendoli fuoriuscire dalle guarnizioni del carter. I sistemi di ventilazione positiva del basamento (PCV), utilizzati per la prima volta negli anni '60 e presenti sulla maggior parte dei motori moderni, rimandano i gas del basamento alla camera di combustione, al fine di ridurre l'inquinamento atmosferico. Il sistema PCV necessita di controllo periodico per verificare che non sia ostruito da residui carboniosi e morchie di vapori di olio.